# Отроки во Вселенной
«О́троки во Вселе́нной» — советский художественный фильм, вторая часть научно-фантастической дилогии, начало которой положила кинокартина «Москва — Кассиопея».
Премьера состоялась 25 марта 1975 года — фильм был выпущен спустя всего полгода после выхода предыдущей части, что было вызвано тем, что оба фильма снимались по единому сценарию. По Центральному телевидению СССР впервые был показан 8 ноября 1976 года.
Основные съёмки фильма проходили в Крыму. Пейзаж планеты Вариана снимали на территории военного полигона мыса Опук возле Керчи.
Фильм был удостоен множества наград и премий, таких фестивалей, как Всесоюзный кинофестиваль в Кишинёве, 1975 года.

## Сюжет
Фильм начинается с внесения праздничного торта с зажжёнными свечами в комнату, где отмечают 40-летие космонавта Павла Кондратьевича Козелкова, который 27 лет назад покинул Землю в составе экспедиции к Кассиопее на космическом корабле «ЗАРЯ» (Звездолёт аннигиляционный релятивистский ядерный). Во время поднятия фужеров с шампанским внезапно появляется мужчина в костюме и галстуке — И. О. О. Он сообщает, что Козелкову сейчас не 40, а лишь 14 лет, поскольку в процессе полета корабль вошёл в гиперпространство и поэтому сработал временной «парадокс Эйнштейна». Родные космонавта удивляются, особенно — его взрослый и бородатый младший брат.
Тем временем на космическом корабле отмечают день рождения Козелкова и юные космонавты. Они моделируют земной (советский) быт юбиляра, но сюрприз и нахлынувшие воспоминания делают Павлу больно. Позже они ставят самовар, устраивают чаепитие и вместе под гитару поют песню Роберта Рождественского «Этот большой мир». В следующей сцене демонстрируется пресс-конференция, на которой раскрываются цели миссии космической экспедиции: от «мыслящих существ» поступил сигнал бедствия — на их планете произошла некая катастрофа.
Звездолёт приближается к второй планете звезды Шедар (Альфа Кассиопеи), которая «похожа на нашу Землю». Командир Середа называет эту планету Варианой в честь члена экипажа Вари Кутейщиковой, которая должна ступить первой на её поверхность. Жёлто-красная капсула с экипажем из трёх космонавтов (Паша Козелков, Варя Кутейщикова и Федя Лобанов) совершает посадку. Земляне видят пустынную равнину с гигантскими белыми «волчками» на горизонте. Космонавт Лобанов делает предположение (неверное), что они построены стрекозоидами. На одном из белых сооружений («лифтовые столбы»), которые Варя первоначально интерпретирует как надгробные памятники, Федя пишет фломастером фразу: «Я был здесь. Лоб». Внезапно из этого сооружения выходят два одинаковых человекоподобных существа в чёрных комбинезонах и белых масках. Лобанов включает нагрудный «смыслоуловитель» и пытается установить контакт с помощью простых фраз: «мир, дружба, квадрат гипотенузы». Однако существа его задерживают и уводят. То же самое происходит с двумя другими космонавтами, которые не решаются оказать сопротивление. Все трое оказываются в белом сферическом помещении — «профилактической камере».
Оставшиеся на орбите члены экипажа звездолёта обеспокоены исчезновением своих товарищей. Внезапно они обнаруживают цилиндрическое «искусственное тело» слева по борту. Командир землян Середа желает продемонстрировать дружелюбные намерения. На борту оказываются человекоподобные инопланетяне, трое из которых переходят на «Зарю», где раскрывают тайну катастрофы своей планеты. 250 лет назад их учёные создали биотехнических роботов-исполнителей для выполнения тяжёлой и рутинной работы. Впоследствии были созданы и роботы-вершители, способные управлять роботами-исполнителями и совершенствовать их. Однажды роботы-вершители решили, что счастью людей («живых») мешают муки творчества, чувство неудовлетворённости, сострадание к другим, доброта и совесть. С помощью специальной процедуры «осчастливливания» роботы-вершители начали лишать жителей планеты этих качеств. Цивилизация оказалась на грани исчезновения, так как люди, лишённые чувства любви, перестали оставлять потомство и начали вымирать. Жители начали войну с роботами, но потерпели поражение. Роботы-вершители использовали так называемый «зов» — особое сочетание звуков и мелодий, лишавшее аборигенов воли и заманивающее их на пункты «осчастливливания». Спаслись только те, кто на момент катастрофы оказался в «космической радиообсерватории», которая и подала сигнал бедствия.
Командир звездолёта Середа с помощью копьеобразного «ключа управления» инопланетян подключается к информационной системе «профилактической камеры», где содержатся земляне, и помогает им сбежать. Однако Варя медлит у капсулы, и роботы вновь захватывают землян в плен. На второй капсуле звездолёта отправляется спасательная группа в составе Середы, Сорокиной и лысого инопланетянина Агапита — сына руководителя инопланетной обсерватории (на «Заре» остаются лишь Миша и Катя). Агапит с помощью «ключа управления» находит пленников и помогает им бежать, но испытывает неодолимый «зов роботов». Земляне случайно обнаруживают словесную формулу, которая нейтрализует роботов-исполнителей: «А, И, Б сидели на трубе. А упало, Б пропало. Кто остался на трубе?». Двое космонавтов (Середа и Козелков) маскируются под роботов и во время подзарядки узнают, что Агапит находится на 507-м этаже. Агапита без лишнего шума удаётся спасти, однако Варя и Юля попадают в руки исполнителей, и те относят их в пункт «осчастливливания», которым руководят два робота-вершителя. Лобанов блокирует других вершителей, приклеив их к заряжающему модулю, и пытается связаться с «Зарёй», но один из роботов, не попавший в «ловушку» Феди, путём телекинеза приклеивает к стене его самого. Единственным спасением оказывается ликвидация «зарядной станции», к которой Середу и Козелкова на рельсовом транспорте доставляет Агапит. Козелков выводит из строя ядерный реактор с помощью металлического гвоздя.
Экипаж орбитальной станции возвращается на планету, цивилизация планеты спасена. Внезапно на чужой планете возникает И. О. О., который на все вопросы землян отвечает «долг службы» и вручает конверт командиру Середе с надписью «Совсем секретно». Внутри тот находит лист бумаги с надписью: «Не пора ли на Землю, друзья?». Земной звездолёт ложится на обратный курс и летит к родной планете.

## В ролях
- Миша Ершов — Витя Середа, командир экипажа звездолёта
- Саша Григорьев — Паша Козелков, первый пилот экипажа звездолёта
- Володя Савин — Миша Копаныгин, член экипажа звездолёта
- Оля Битюкова — Варя Кутейщикова, экзобиолог, член экипажа звездолёта
- Надя Овчарова — Юля Сорокина, врач, член экипажа звездолёта
- Ира Попова — Катя Панфёрова, член экипажа звездолёта
- Вадим Ледогоров — Агапит, инопланетянин
- Володя Басов — Федя Лобанов, член экипажа звездолёта
- Иннокентий Смоктуновский — И. О. О. (исполняющий особые обязанности)
- Игорь Ледогоров — инопланетянин, отец Агапита
- Лев Дуров — академик Сергей Сергеевич Филатов

### В эпизодах
- Анатолий Адоскин — Кондратий Пантелеймонович, отец Павла Козелкова
- Николай Абрашин — главный робот-вершитель
- Александр Вигдоров — Михаил Кондратьевич, брат Павла Козелкова
- Евгений Дорошин — робот-исполнитель
- Михаил Еремеев — робот-вершитель
- Александр Зимин — робот-исполнитель
- Александр Леньков — робот-исполнитель на подзарядке
- Юрий Медведев — академик Огонь-Дугановский
- Артур Нищёнкин — инопланетянин
- Нелли Пянтковская — робот-вершитель
- Николай Погодин — робот-исполнитель
- Раиса Рязанова — Людмила Окорокова, руководитель лаборатории, бывшая одноклассница
- Надежда Семенцова — Надежда Филатова / робот-исполнитель
- Ольга Сошникова — Ирина Кондратьевна, сестра Павла Козелкова
- Семён Сафонов — робот-исполнитель
- Наталья Фатеева — Антонина Алексеевна, мама Павла Козелкова
- Владимир Ширяев — робот-вершитель
- Михаил Янушкевич — журналист
- Александр Январёв — брат Павла Козелкова

Нет в титрах
- Пётр Меркурьев — Курочкин
- Борис Гитин — робот-исполнитель
- Аркадий Маркин — Миша, брат Павла Козелкова, в детстве

## Съёмочная группа
- Авторы сценария — Авенир Зак и Исай Кузнецов
- Режиссёр-постановщик — Ричард Викторов
- Главный оператор — Андрей Кириллов
- Главный художник — Константин Загорский
- Композитор — Владимир Чернышёв
- Звукооператор — Валентин Хлобынин
- Редактор — Ирина Соловьёва
- Текст песни Роберта Рождественского
- Художник по костюмам — Игорь Красулин
- Режиссёр — Анна Беккер
- Оператор — Рустик Мусатов
- Монтаж О. Катушевой
- Художник-гримёр — Таисья Кунич
- Комбинированные съёмки:

операторы: Галина Шолина, Виталий Шолин
художники: Сергей Ильтяков, Алексей Крылов
- Главный консультант — лётчик-космонавт СССР Георгий Береговой
- Консультант — Ю. Никитин
- Симфонический оркестр Госкино СССР
- Экспериментальная студия электронной музыки
- Директор фильма — Георгий Федянин

## Производство
Основные съёмки фильма проходили в Крыму. Пейзаж планеты Вариана снимали на территории военного полигона мыса Опук возле Керчи. Пресс-конференция снималась в Зеленограде возле здания МИЭТ.
Актёры, игравшие роботов-вершителей, испытывали неудобство, нося на лице очки с множеством линз, потому что, если для зрителя на экране множились только глаза роботов, то для самих актёров множилась вся окружающая обстановка, из-за чего у них были проблемы с ориентацией в простаранстве. Ещё сложнее приходилось тем, кто играл роботов-исполнителей. Их чёрные кожаные костюмы не имели никаких молний или застёжек, из-за чего для каждой съёмки актёры должны были вшиваться в них и снять с себя без посторонней помощи во время перерыва не могли.
Как вспоминал Михаил Ершов, сыгравший роль Виктора Середы, проблемы были и с костюмами юных космонавтов. В одном из кадров фильма остались разошедшиеся швы на штанине его героя, не замеченные во время съёмок.

## Награды фильма
- Премия за лучший фильм для детей и юношества на Всесоюзном кинофестивале (Кишинёв, 1975)[2][5].
- Премия «Платеро» XIII Международного кинофестиваля для детей и юношества в Хихоне (Испания, 1975)[5].
- Диплом на X Международном техническом конкурсе фильмов в рамках XII конгресса УНИАТЕК в Москве (1976)[5].
- Специальная премия «Серебряный астероид» на Международном кинофестивале научно-фантастических фильмов (Триест, 1976)[5].
- Главный приз на Международном кинофестивале (Панама, 1976)[6].
- Государственная премия РСФСР имени братьев Васильевых (1977).